# Ricardo Pereyra Rozas
Ricardo Pereyra Rozas fue un militar y político argentino de la Unión Cívica Radical. Fue coronel del Ejército Argentino, diputado nacional por la provincia de Buenos Aires de 1920 a 1924, y presidente de la Cámara de Diputados de la Nación Argentina entre 1922 y 1924.

## Biografía
Desarrolló su carrera militar en el Ejército Argentino. Fue capitán de ingenieros y jefe del Detall General del Ejército. Entre 1907 y 1909 fue jefe del Regimiento de Infantería Paracaidista 14 con asiento en Río Cuarto (Córdoba). Alcanzó el rango de coronel.

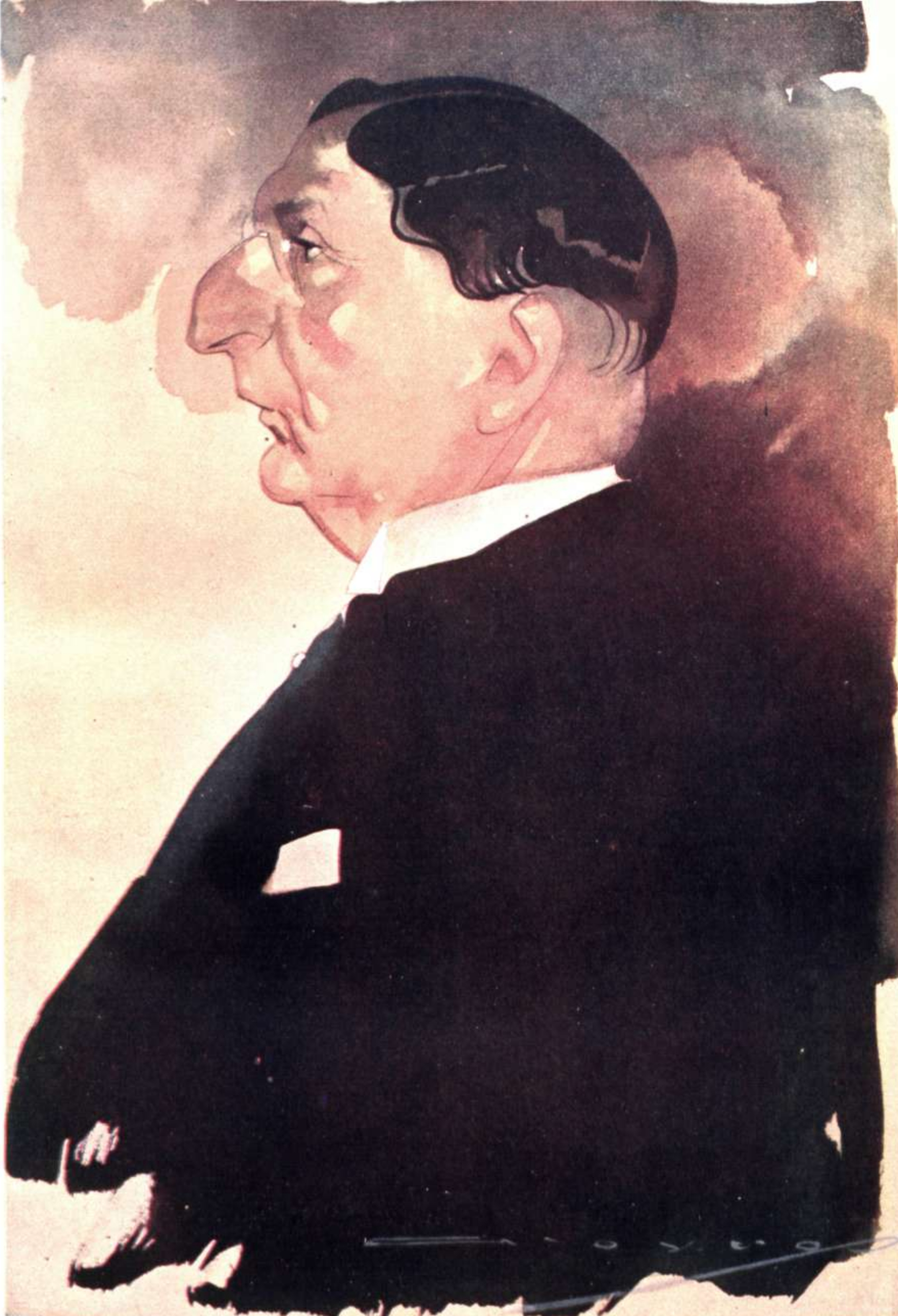
Retratado por Alonso en Caras y Caretas (1922)

En 1915 se convirtió en director del periódico El Diario en Paraná (Entre Ríos), fundado por Miguel Laurencena.
En política, adhirió a la Unión Cívica Radical (UCR). Fue delegado del comité nacional del partido y participó en la organización de la UCR en el Territorio Nacional de La Pampa, presidiendo la comisión organizadora en aquel territorio en 1916.
En 1920, fue elegido diputado nacional por la provincia de Buenos Aires. Tras las elecciones legislativas de 1922, fue elegido presidente de la Cámara de Diputados de la Nación, siendo reelegido al año siguiente. Estuvo acompañado por Alberto H. Carosini como vicepresidente primero y Santiago E. Corvalán como vicepresidente segundo. Concluyó su mandato como diputado y como presidente de la Cámara en 1924.
Siendo diputado, en 1920 presentó el primer proyecto de ley en Argentina sobre regulación de las cooperativas de trabajo.